# VM i strandhåndbold
Verdensmesterskaberne i strandhåndbold er afviklet siden 2004, og mesterskaberne er alle arrangeret som fælles stævner for mænd og kvinder.

## Mesterskaber og medaljevindere
| VM   | Værtsby                   | Mænd          | Mænd      | Mænd     | Mænd        | Kvinder       | Kvinder  | Kvinder   | Kvinder     |
| VM   | Værtsby                   | Guld          | Sølv      | Bronze   | Dansk plac. | Guld          | Sølv     | Bronze    | Dansk plac. |
| ---- | ------------------------- | ------------- | --------- | -------- | ----------- | ------------- | -------- | --------- | ----------- |
| 2004 | El Gouna, Egypten         | Egypten (1)   | Tyrkiet   | Rusland  | -           | Rusland (1)   | Tyrkiet  | Italien   | -           |
| 2006 | Rio de Janeiro, Brasilien | Brasilien (1) | Tyrkiet   | Spanien  | -           | Brasilien (1) | Tyskland | Rusland   | -           |
| 2008 | Cadiz, Spanien            | Kroatien (1)  | Brasilien | Serbien  | -           | Kroatien (1)  | Spanien  | Brasilien | -           |
| 2010 | Antalya, Tyrkiet          | Brasilien (2) | Ungarn    | Tyrkiet  | Nr. 5       | Norge (1)     | Danmark  | Brasilien | Nr. 2       |
| 2012 | Muscat, Oman              | Brasilien (3) | Ukraine   | Kroatien | -           | Brasilien (2) | Danmark  | Norge     | Nr. 2       |
| 2014 | Recife, Brasilien         | Brasilien (4) | Kroatien  | Qatar    | Nr. 4       | Brasilien (3) | Ungarn   | Norge     | Nr. 7       |